# انتخابی والیبال قهرمانی مردان جهان ۲۰۱۴
انتخابی والیبال قهرمانی مردان جهان ۲۰۱۴ (انگلیسی: 2014 FIVB Volleyball Men's World Championship qualification) مسابقات انتخابی برای حضور ۲۴ تیم برجسته در قهرمانی والیبال جهان بود.

## تیم‌های واجد شرایط
| تیم                 | واجد شرایط به عنوان                                   | تاریخ صلاحیت    | فرم در مرحله نهایی |
| ------------------- | ----------------------------------------------------- | --------------- | ------------------ |
| لهستان              | میزبان                                                | 8 سپتامبر 2008  | 16th               |
| آرژانتین            | قهرمانی آمریکای جنوبی ۲۰۱۳ نایب قهرمان                | 9 آگوست 2013    | 11th               |
| برزیل               | قهرمانی آمریکای جنوبی ۲۰۱۳ برنده                      | 9 آگوست 2013    | 16th               |
| استرالیا            | انتخابی قهرمانی جهان ۲۰۱۴ گلدان A آسیا برنده          | 8 سپتامبر 2013  | 6th                |
| کرهٔ جنوبی           | انتخابی قهرمانی جهان ۲۰۱۴ گلدان D آسیا برنده          | 8 سپتامبر 2013  | 9th                |
| ایران               | انتخابی قهرمانی جهان ۲۰۱۴ گلدان B آسیا برنده          | 13 سپتامبر 2013 | 5th                |
| ونزوئلا             | انتخابی قهرمانی جهان ۲۰۱۴ گلدان D آمریکای جنوبی برنده | 15 سپتامبر 2013 | 11th               |
| چین                 | انتخابی قهرمانی جهان ۲۰۱۴ گلدان C آسیا برنده          | 22 سپتامبر 2013 | 13th               |
| روسیه               | قهرمانی اروپا ۲۰۱۳ برنده                              | 28 سپتامبر 2013 | 18th۱              |
| ایتالیا             | قهرمانی اروپا ۲۰۱۳ نایب قهرمان                        | 28 سپتامبر 2013 | 16th               |
| آلمان               | انتخابی قهرمانی جهان ۲۰۱۴ گلدان K اروپا برنده         | 5 ژانویه 2014   | 6th۲               |
| صربستان             | انتخابی قهرمانی جهان ۲۰۱۴ گلدان J اروپا برنده         | 5 ژانویه 2014   | 9th۳               |
| بلغارستان           | انتخابی قهرمانی جهان ۲۰۱۴ گلدان I اروپا برنده         | 5 ژانویه 2014   | 17th               |
| بلژیک               | انتخابی قهرمانی جهان ۲۰۱۴ گلدان L اروپا برنده         | 5 ژانویه 2014   | 8th                |
| فرانسه              | انتخابی قهرمانی جهان ۲۰۱۴ دور سوم اروپا نایب قهرمان   | 5 ژانویه 2014   | 15th               |
| فنلاند              | انتخابی قهرمانی جهان ۲۰۱۴ گلدان M اروپا برنده         | 5 ژانویه 2014   | 7th                |
| مصر                 | انتخابی قهرمانی جهان ۲۰۱۴ گلدان U اروپا برنده         | 10 فوریه 2014   | 8th                |
| کامرون              | انتخابی قهرمانی جهان ۲۰۱۴ گلدان T آفریقا برنده        | 17 فوریه 2014   | 3rd                |
| تونس                | انتخابی قهرمانی جهان ۲۰۱۴ گلدان V آفریقا برنده        | 7 مارس 2014     | 9th                |
| ایالات متحده آمریکا | انتخابی قهرمانی جهان ۲۰۱۴ گلدان O نورسکا برنده        | 18 مه 2014      | 15th               |
| کانادا              | انتخابی قهرمانی جهان ۲۰۱۴ گلدان Q نورسکا برنده        | 19 مه 2014      | 10th               |
| کوبا                | انتخابی قهرمانی جهان ۲۰۱۴ گلدان P نورسکا برنده        | 24 مه 2014      | 14th               |
| مکزیک               | انتخابی قهرمانی جهان ۲۰۱۴ گلدان R نورسکا برنده        | 25 مه 2014      | 5th                |
| پورتوریکو           | انتخابی قهرمانی جهان ۲۰۱۴ گلدان پلی آف نورسکا برنده   | 20 ژوئیه 2014   | 4th                |

۱.^ رقابت به عنوان تیم ملی والیبال مردان روسیه از ۱۹۴۹ تا ۱۹۹۰; 6th appearance as روسیه.
۲.^ رقابت به عنوان تیم ملی والیبال مردان آلمان از ۱۹۵۶ تا ۱۹۶۶; 4th appearance as آلمان.
۳.^ رقابت به عنوان تیم ملی والیبال مردان یوگسلاوی از ۱۹۵۶ تا ۱۹۷۰ و تیم ملی والیبال مردان صربستان تا ۱۹۹۸ برای ۲۰۰۶; 2nd appearance انتخاب صربستان.